# Strade blu
Strade blu. Un viaggio dentro l'America (titolo originale: Blue Highways: A Journey into America) è un libro autobiografico di viaggio scritto da William Least Heat-Moon, pubblicato nel 1982.

## Tema
Nel 1978, il trentottenne Least Heat-Moon perde il suo lavoro di insegnante in una piccola Università, il suo matrimonio fallisce dopo che la moglie decide di abbandonarlo: la crisi personale lo spinge ad accarezzare l'idea del suicidio. Poi decide diversamente, ricominciando a vivere: intraprende un viaggio su strada a bordo del suo furgone - attrezzato alla buona - attraverso gli USA. Come guida e bussola morali, porta con sé due libri: Alce Nero parla di John Neihardt e Foglie d'erba del grande cantore Walt Whitman. A differenza del viaggio Sulla Strada di Kerouac, Least Heat-Moon opta di percorrere solamente le strade secondarie, quelle che chiama "Blue Highways", un'espressione coniata da lui per designare quelle strade secondarie e poco frequentate tipiche dell'America interna e rurale, di solito tracciate in blu sugli atlanti stradali più datati, come quello della Rand McNally, il terzo libro che egli porta con sé.
Osservatore sempre lucido e senza sentimentalismi, l'autore raccoglie e contestualizza piccole e grandi storie, cogliendo il valore unico di incontri, racconti e voci anche dissonanti.

## Edizioni
- Strade blu, traduzione di Igor Legati, Collana Supercoralli, Torino, Giulio Einaudi Editore, 1988, ISBN 978-88-061-1407-7.